# Критерии за метаболитен синдром
Критериите за диагноза на Метаболитния синдром обхващат лабораторни и антропометрични показатели.
Основно четири организации се занимават с разработването на световни критерии: Световната Здравна Организация (англ. The World Health Organization), Европейската Група за Изследване на Инсулиновата Резистентност (англ. The European Group for the Study of Insulin Resistance), американската Национална Образователна Програма срещу Холестерола (англ. The US National Cholesterol Education Program) и Американската Сърдечна Асоциация (англ. American Heart Association). Много регионални здравни служби и институти възприемат и свои, по-строги или по-толерантни критерии, според остротата или респективно безопасността на наблюдавания синдром и епидемиологичните му характеристики.

## Световната Здравна Организация (СЗО)
Критериите на СЗО за МетС са:
- наличие на захарен диабет от първи или втори тип,
- нарушена глюкозна толерантност,
- нарушена кръвна захар (глюкоза) на гладно (КГг), или
- инсулинова резистентност (ИР)

ЗАЕДНО c две от следните:
- 1. кръвно налягане над 140/90 mmHg
- 2. дислипидемия:
  - триглицериди (ТГ) повече от 1.695 mmol/L
  - холестерол с високоплътни липопротеини (ВПЛ-Х) както следва
    - а). по-малко от 0.9 mmol/L за мъжете
    - б). по-малко от 1.0 mmol/L за жените;
- 3. централно затлъстяване, отношение талия/ханш по-голямо от 0.90 за мъжете и 0.85 за жените
- 4. и/или Индекс на Телесната Маса (ИТМ, англ. Body Mass Index, BMI) по-висок от 30 kg/m2
- 5. микроалбуминурия:
  - а). екскреция (отделяне) на албумин в урината ≥ 20 mg/min или
  - б). пропорционално съотношение на албумин/креатинин ≥ 30 mg/g

### Европейска Група за Изследване на Инсулиновата Резистентност
ЕГИИР(1999) също дефинира за рискови фактори – нивата на КГГ в горните 25% за нормата на не-диабетици ЗАЕДНО С две от следните условия:
- коремно затлъстяване: талия ≥ 94 см (мъже), ≥ 80 см (жени);
- дислипидемия:
  - ТГ≥ 2.0 mmol/L
  - ВПЛ-Х < 1.0 mmol/L
  - медикаментозно лечение за дислипидемия;
- високо кръвно налягане
  - над 140/90 или
  - на медикаментна терапия за хипертония;
- КГг ≥ 6.1 mmol/L.

### Национална Образов. Програма Холестерол(НОПХ)
Графикът за Терапия на Постадолесцентни III (ГТП-III) на американската Национална Образователна Програма (бел. прев.: за понижаване нивото на плазмения) Холестерол (НОПХ III (2001) изисква за диагноза поне три от следните измервания :
- коремно затлъстяване: талия ≥
  - 102 см (мъже)
  - 88 см (жени)
- дислипидемия:
  - ТГ≥ 1.695 mmol/L(=150 mg/dL)
  - ниски ВПЛ-Х
    - <40 mg/dL (мъже)
    - <50 mg/dL (жени)
- Високо кръвно налягане над 135/85 mmHg
- кръвна захар на гладно (КГг) ≥ 6.1 mmol/L.

### Американска сърдечна асоциация
Американската сърдечна асоциация (АСА) има нови правила за диагностициране на МетС. Според Скат Грънди от Тексаския Университет, Югозападната Медицинска Академия в Далас, това е просто актуализиране, а не нова дефиниция на критериите , :
- наднормена талия:
  - за мъжете – ≥ 102 см
  - за жените – ≥ 88 см
- наднормени ТГ ≥ 150 mg/dL
- занижени ВПЛ-Х (добър холестерол)
  - за мъжете < 40 mg/dL
  - за жените < 50 mg/dL
- Високо кръвно налягане над 135/85 mmHg